# ペシテラ
座標: 北緯42度2分 東経24度18分 / 北緯42.033度 東経24.300度

ペシテラ
Пещера

ペシテラ ブルガリア内のペシテラの位置

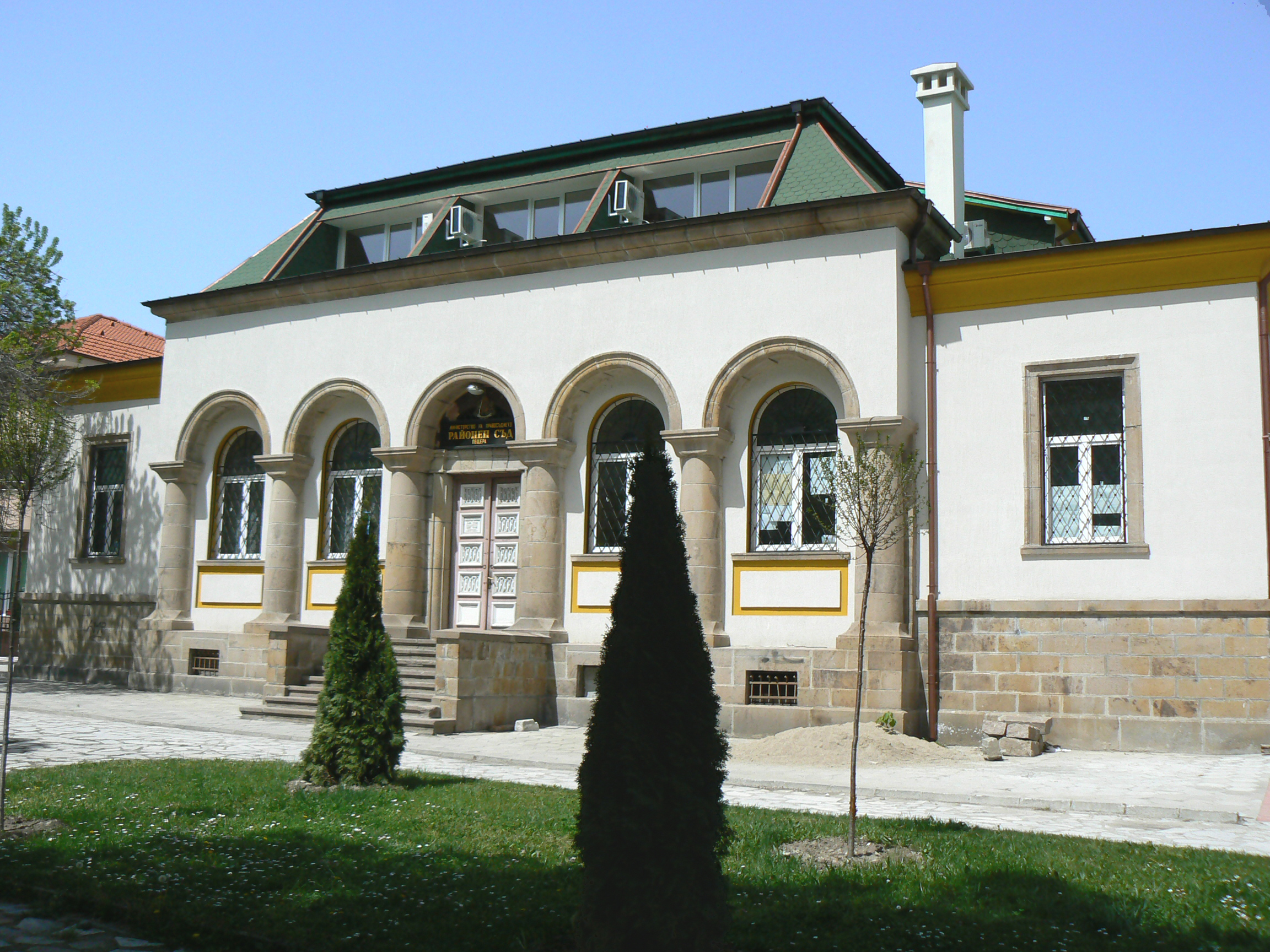
ペシテラの市役所

ペシテラ（ブルガリア語:Пещера / Peshtera、IPA:[ˈpeʃ.te.ra]）、あるいはペシュテラはブルガリア南西部の町、およびそれを中心とした基礎自治体。パザルジク州に属する。ロドピ山脈のふもと、上トラキア低地にある。呼称「ペシテラ」はブルガリア語で「洞窟」を意味し、多くの洞窟が町の周辺にある。

## 歴史
この地方で知られている最古の人類の痕跡は新石器時代にさかのぼる。トラキア人の氏族ベッシ（Bessi）は古代より居住しており、紀元前4世紀にペシテラ渓谷に集落を築いた。
町の名前を記した最古の文献は1479年、この地がオスマン帝国のムスタファ（Mustafa）なる人物の所領になったときのことである。民族復興期には、多くの橋や聖堂、噴水、学校、家屋が建てられた。ペシテラで初の世俗的な学校は1848年に建てられ、またナデジダ（Надежда / Nadezhda）と名づけられた公民館施設（チタリシテ）は1873年に建てられた。多くの地元住民がブルガリア解放のための戦いに加わり、ペシテラは露土戦争中の1878年1月6日にオスマン帝国の支配から解放された。
1876年、町にはおよそ800世帯が住み、うち500世帯はブルガリア人、60世帯はアルーマニア人、250世帯はトルコ人あるいはロマであった。ブルガリアによる初の公式な国勢調査は1880年に行われ、町には758世帯、3,871人が居住し、うち2,618人はブルガリア人、856人はトルコ人、341人はギリシャ人（実際にはほとんどがアルーマニア人）、53人がロマ、1人はカルカチャン人であった。5年後の1885年、ペシテラには876世帯、4,704人が居住していた。

## 産業と観光
ペシテラから5キロメートルほどのどころ（バタクに向かう道沿い）に、ブルガリアでもっとも良く知られる洞窟のひとつ、スネジャンカ（Снежанка / Snezhanka）がある。この近くにはペシテラHEPの工場もある。
ペシテラは、アルコール飲料マスティカ（Mastika）の産地として有名である。ここで製造されるマスティカは、町の名前をとって「ペシテラ」と名づけられた。

## ペシテラにちなむもの
南極大陸のサウス・シェトランド諸島、リヴィングストン島のペシテラ氷河（Peshtera Glacier）は、ペシテラにちなんで命名された。

## 町村
ペシテラ基礎自治体（Община Пещера）には、その中心であるペシテラをはじめ、以下の町村（集落）が存在している。
- Капитан Димитриево
- Пещера

- Радилово